# Sarah Kirsch
Sarah Kirsch (egentligen Ingrid Bernstein), född 16 april 1935 i Limlingerode, Harz, död 5 maj 2013 i Heide, Holstein, var en tysk författare och översättare.
Ingrid ändrade sitt förnamn till Sarah för att protestera mot sin fars antisemitism. Hon studerade biologi och litteratur vid Johannes R. Bechers Institut för Litteratur i Leipzig. 1965 gifte hon sig med författaren Rainer Kirsch. Hon protesterade mot Östtysklands utvisning av Wolf Biermann 1976 och ett år senare lämnade hon själv landet. Kirsch är framförallt känd för sina dikter men hon har också skrivit prosa och översatt barnböcker till tyska.